# Dům Sachs
Dům Sachs, zvaný též Hans Sachs, stojí v městské památkové zóně v Karlových Varech v ulici Vřídelní 133/49. Jedná se o bytový dům ve stylu italské novorenesance. 

## Historie
V roce 1888 zde karlovarský stavitel Konrád Eckle  postavil pro Karla a Julii Lippertovy nový obchodní portál. V letech 1896–1897 došlo k přestavbě domu na spořitelnu, stavební úpravy realizoval Johann Putz. V letech 1907–1908 prošel dům adaptací a vznikla úřední budova. Stavební úpravy tehdy realizovala firma W. & S. Cibula z Karlových Varů. Tato přestavba však již neměla výraznější dopad na celkový vzhled domu.
V roce 1925, v souvislosti s rozhodnutím o postátnění městské policie, byla na základě příkazu tehdejší Městské rady z radnice v Mlýnské ulici do domu Sachs přemístěna strážnice. V roce 1933 byla dohodnuta stavba nové budovy pro policejní komisařství, kde se pak soustředily všechny policejní agendy.

## Ze současnosti
V roce 2014 byl dům Sachs uveden v Programu regenerace Městské památkové zóny Karlovy Vary 2014–2024 v části II. (tabulková část 1–5 Přehledy) v seznamu 5. Památkově hodnotné objekty na území MPZ Karlovy Vary s aktuálním stavem „vyhovující“.
V současnosti (prosinec 2021) je budova evidována jako bytový dům v majetku společenství vlastníků jednotek.

## Popis
Čtyřpodlažní řadový dům s obytným podkrovím se nachází v centru lázeňské části města v městské památkové zóně. Uliční průčelí je sedmiosé orientované do Vřídelní ulice.
Jádro domu pochází pravděpodobně z poloviny devatenáctého století. Budova je příkladem italské novorenesance charakteristické pro stavby devadesátých let 19. století.